# 平野達男
平野 達男（ひらの たつお、1954年〈昭和29年〉5月2日 - ）は、日本の政治家。
復興大臣（初代）・東日本大震災総括担当大臣（野田第1次改造内閣・野田第2次改造内閣・野田第3次改造内閣）、内閣府特命担当大臣（防災）兼東日本大震災復興対策担当大臣（菅直人第2次改造内閣・野田内閣・野田第1次改造内閣）、内閣府副大臣（国家戦略等担当）（菅第1次改造内閣・菅第2次改造内閣）、参議院農林水産委員長、同予算委員長、参議院議員（3期）、自由民主党農林水産災害対策委員会委員長などを歴任。

## 来歴
岩手県北上市生まれ。岩手県立水沢高等学校理数科、東京大学農学部農業工学科卒業。1977年農林省に入省。なお平野が入省した翌年、農林省は農林水産省に改編された。農水省では本省での勤務の他、直轄土地改良事務所での勤務も経験し、技官を務めた。また出生地である岩手県への出向も経験している。在職中、アイオワ州立大学大学院に留学し、修士号を取得。2001年に農水省を退官。
2001年、第19回参議院議員通常選挙に自由党公認で岩手県選挙区から出馬し、初当選。2003年の民由合併により、民主党に入党。
2005年9月11日の第44回衆議院議員総選挙で民主党は議席を「177」から「113」に減らし、9月12日、党代表の岡田克也は引責辞任を表明。岡田の辞任に伴う代表選挙（9月17日実施）では菅直人の推薦人に名を連ねた。
2007年の第21回参議院議員通常選挙では同党公認で再選。
2010年、簗瀬進参議院予算委員長が第22回参議院議員通常選挙で落選したため、後任の参議院予算委員長に就任した。同年9月、菅直人第1次改造内閣で内閣府副大臣（国家戦略、地域主権、地域活性化、「新しい公共」、規制改革等の担当）に任命される（参議院予算委員長の後任は前田武志）。2011年1月発足の菅直人第2次改造内閣においても再任された。

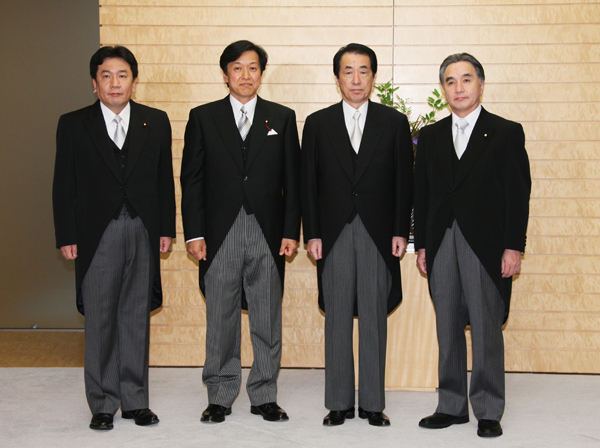
内閣府特命大臣就任時に内閣総理大臣菅直人、内閣官房長官枝野幸男、後任の内閣府副大臣山口壯と

同年3月11日に発生した東日本大震災を受け、自身も被災した岩手県選出の国会議員であり、かつ内閣府副大臣の立場から震災対応にあたる。同年7月、「東日本大震災からの復興のための施策を政府一体となって推進するため企画立案及び行政各部の所管する事務の調整」を担当する国務大臣であった内閣府特命担当大臣（防災）の松本龍が、7月3日に被災地を訪れた際宮城県知事村井嘉浩、岩手県知事達増拓也らに対して不適切な発言を行い、辞任した（松本本人は「体調不良」を理由に辞意を表明）。後任には内閣官房副長官の仙谷由人や、被災地である宮城県選出の安住淳民主党国会対策委員長らの名前が挙がるも、仙谷、安住らが相次いで固辞したため、内閣府副大臣の平野が昇格する形で、松本の後任に任命された。震災発生以降、宮中では節電に取り組んでおり、皇居宮殿の使用を極力減らす方針を取っていた ため、平野の認証式は皇居宮殿ではなく御所で行われた。なお平野の後任の内閣府副大臣には、山口壯が任命された。
野田内閣、野田第1次改造内閣においても防災相に再任。
2012年2月10日、復興庁の設置に伴い、初代復興大臣に任命される。復興相就任に伴い防災相を退任。2月14日より「東日本大震災総括担当大臣」を兼務 し、野田第3次改造内閣まで務める。同年12月の第46回衆議院議員総選挙での民主党大敗を受けて野田佳彦首相は退陣し、平野も復興相を退任した。
民主党下野後も、2013年の第23回参議院議員通常選挙に民主党公認で出馬する意向を示していたが、同年3月30日、地元・岩手県で開かれた民主党岩手県総支部連合会における会合で、民主党を離党し無所属で参院選に出馬する意向を表明。民主党に離党届を提出したが、民主党は平野の離党届を受理せず除籍（除名）する方針を固め、4月16日の民主党常任幹事会で平野の除籍が決定。4月23日、参議院の会派「民主党・新緑風会」からも離脱した。第23回参議院議員通常選挙では、岩手県選挙区には平野を含む過去最多の6人が立候補し、古巣の民主党や自由民主党、小沢一郎が代表を務める生活の党も候補者を擁立したが、民主党の一部の地方議員からも支援を受けた平野が他の5候補を破り、3選。同年7月24日、参議院会派「新党改革」に入会。平野の入会に伴い、同会派は名称を「新党改革・無所属の会」に改めた。
2015年4月、同年に行われる岩手県知事選挙への立候補を表明。しかし同年8月、「県政ではなく国の安全保障法制の在り方が争点になり、政党間の争いになった。私の本意と大きくかけ離れた状況だ」と述べ出馬を撤回、断念した。
2016年7月13日、自由民主党に入党届を提出した。同年7月23日、自由民主党岩手県連常任総務会は、平野の入党を了承。これにより同党の参議院勢力は過半数の122議席に達した。入党後、二階派に入会した。
2019年7月の第25回参議院議員通常選挙では自由民主党公認で出馬したが、野党統一候補で無所属新人の横澤高徳に敗れ、落選した。
2021年10月の第49回衆議院議員総選挙では岩手3区から自由民主党公認で出馬した藤原崇の選対本部長を務め、藤原を小選挙区初当選に導いた。
2022年7月の第26回参議院議員通常選挙においても、岩手県選挙区から自由民主党公認で出馬した広瀬めぐみの選対本部長を務め、広瀬を初当選に導いた。
2024年12月21日に自民党岩手県連は第27回参議院議員通常選挙の岩手県選挙区の候補者として平野を擁立すると発表した。
2025年7月3日に第27回参議院議員通常選挙が公示され、岩手県選挙区には平野、立憲民主党現職の横澤、参政党新人の派遣会社社員の及川泰輔、NHK党新人の計4人が立候補の届出を出した。同月16日に時事通信が終盤情勢を発表し、「横沢がリードする。平野は追い上げを図る」と報じた。同月20日、参院選執行。投票締め切りの20時直後に岩手放送は横澤の当選確実を報じた。平野は178,958票を獲得するも次点で落選した。参政党の及川は106,806票を獲得した。公設秘書給与詐取と給与上納の問題で2024年8月に辞職した広瀬めぐみの影響が残る中での選挙戦であり、平野は逆風を挽回できず横澤に再び敗れた。

## 政策・主張

### 憲法
- 憲法改正について、2019年の朝日新聞社、同年の毎日新聞社、2025年のNHKのアンケートで「賛成」と回答[39][40][41]。
- 9条への自衛隊の明記について、2025年のNHKのアンケートで「賛成」と回答[41]
- 憲法を改正し緊急事態条項を設けることについて、2025年のNHKのアンケートで「賛成」と回答[41]。

### 外交・安全保障
- 「他国からの攻撃が予想される場合には先制攻撃もためらうべきではない」との問題提起に対し、2019年の朝日新聞社のアンケートで「どちらかと言えば反対」と回答[39]。
- 「北朝鮮に対しては対話よりも圧力を優先すべきだ」との問題提起に対し、2019年の朝日新聞社のアンケートで「どちらとも言えない」と回答[39]。
- 日本の防衛力をさらに強化することについて、2025年の日本テレビのアンケートで「賛成」と回答[42]。
- 普天間基地の辺野古移設について、2019年の毎日新聞社のアンケートで「政府が埋め立て工事をこのまま進めるのはやむを得ない」と回答[40]。

### ジェンダー
- 選択的夫婦別姓制度の導入についての各メディアのアンケートの結果は以下のとおり。
  - 2019年 - 朝日新聞社には「どちらとも言えない」と回答[39]。
  - 2025年 - 日本テレビには「やや反対」と回答[42]。
- 同性婚を可能とする法改正についての各メディアのアンケートの結果は以下のとおり。 
  - 2019年 - 朝日新聞社には「どちらとも言えない」と回答[39]。
  - 2025年 - 日本テレビには「やや反対」と回答[42]。
  - 2025年 - NHKには「反対」と回答[41]。

### その他
- 「治安維持のためプライバシーや個人の権利の制約は当然だ」との問題提起に対し、2019年の朝日新聞社のアンケートで「反対」と回答[39]。
- アベノミクスについて、2019年の朝日新聞社のアンケートで「評価する」と回答[39]。
- 消費税率を10％より高くすることについて、2019年の朝日新聞社のアンケートで「どちらかと言えば賛成」と回答[39]。
- 物価⾼対策として消費税率を引き下げることについて、2025年の日本テレビのアンケートで「反対」と回答[42]。
- 森友学園をめぐる公文書改竄問題について、政府の対応は十分だと思うかとの2019年の毎日新聞社のアンケートに対し「十分だ」と回答[40]。

## 人物
- 国際総合武道教育連盟空手道牙城會館にて名誉顧問を務める[43][リンク切れ]。
- 小沢一郎が党首を務めていた自由党出身ではあるが、民主党在籍時は玄葉光一郎が会長を務める「日本のグランド・デザイン」研究会に所属していた。2011年7月11日、党員資格停止処分を受けている小沢について「（震災の復興に）活用することが国難を乗り切る上でプラスと判断されるなら、党内事情は一時棚上げ、取り消しは当然あってしかるべきだ」と述べた[44][リンク切れ]。一方で菅第2次改造内閣の閣僚であった平野は、2011年民主党代表選挙では小沢の支持する海江田万里経済産業大臣ではなく、菅直人首相が支持する野田佳彦財務大臣を支持した[45]。
- TPPについて、2011年7月14日のインタビューで「基本的には参加すべきだ」とした上で「国難の状況下で、TPPは国論を二分する。いまは復旧・復興に重点を置くのはやむをえないと思う」と述べた[46]。
- 2011年10月18日に開かれた民主党参議院議員らの研修会にて、「ここの高さに逃げていれば大丈夫だと言ってみんなで20-30人そこで集まっててそこに津波が来てのみ込まれた方々もいます。逆に、私の高校の同級生みたいに逃げなかったバカな奴もいます。彼は亡くなりましたけれども。バカな奴って今言ってもしようがないんですけどね」と発言[47]。この発言に対し野党から被災者への配慮に欠けるとの指摘があり、同日夜の記者会見で「字面にすると、逃げなかった人はバカだみたいな報道になっているが、普段から防災教育を受けて逃げた例もある。なぜ逃げなかったのか。それも今回の重要な検証の課題であり次の震災にしっかり備えるということを言いたかったが、あの瞬間だけその同級生への個人的な思いが重なってああいう表現になった。不快な思いされたのなら本意ではないし、その表現の稚拙さをおわび申し上げたい。」と釈明した[48][49]。

## 所属団体・委員会・議員連盟
- 自由民主党たばこ特別委員会（副委員長）[50]
- 水制度改革議員連盟（幹事）[51]
- ラグビーワールドカップ2019日本大会成功議員連盟（幹事）

## 支援団体
- 全国たばこ販売政治連盟（組織推薦候補者）[52]
- 神道政治連盟[53]
- 開かれた県政を創る会[54]

他多数

## 年譜
- 1954年5月2日 - 岩手県北上市に生まれる[55]。
- 1967年3月 - 北上市立黒沢尻西小学校卒業。
- 1970年3月 - 北上市立北上中学校卒業。
- 1973年3月 - 岩手県立水沢高等学校卒業。
- 1977年3月 - 東京大学農学部卒業。
- 1977年4月 - 農林省入省。
- 1982年
  - 3月 - アイオワ州立大学大学院修了。
  - 4月 - 農林水産省直轄土地改良事業所勤務。
- 1994年4月 - 岩手県農地建設課長。
- 1995年4月 - 岩手県農地計画課長。
- 1997年4月 - 農林水産省関東農政局建設部設計課長。
- 1999年4月 - 農林水産省構造改善局建設部設計課国営事業調査官。
- 2000年4月 - 農林水産省構造改善局建設部設計課技術調査官。東京大学農学部講師。岩手大学農学部大学院講師。
- 2001年
  - 1月 - 農林水産省農村振興局整備部設計課技術調査官。
  - 4月 - 農林水産省退職。
  - 7月 - 第19回参議院議員通常選挙に岩手県選挙区から自由党公認で出馬し初当選。
- 2003年9月 - 民主党に入党。
- 2007年7月 - 第21回参議院議員通常選挙では国民新党の推薦も受け、民主党公認で岩手県選挙区から出馬し再選。
- 2009年1月 - 参議院農林水産委員長に就任。
- 2010年
  - 7月 - 第22回参議院議員通常選挙で落選した簗瀬進の後任の参議院予算委員長に就任。
  - 9月 - 菅第1次改造内閣で内閣府副大臣に就任。
- 2011年7月 - 松本龍の辞任に伴い内閣府特命担当大臣（防災）に任命され、初入閣。
- 2012年2月 - 復興庁の設置に伴い、初代復興大臣に就任。東日本大震災総括担当大臣に就任。
- 2013年
  - 3月 - 民主党に離党届を提出（受理されず、除籍処分が下された）。
  - 7月 - 第23回参議院議員通常選挙に無所属で岩手県選挙区から出馬し3選。
- 2016年7月 - 自由民主党に入党。
- 2019年7月 - 第25回参議院議員通常選挙に自民党で岩手県選挙区から出馬し落選。
- 2025年7月 - 第27回参議院議員通常選挙に自民党で岩手県選挙区から出馬し落選。

## 選挙歴
| 当落 | 選挙                     | 執行日         | 年齢 | 選挙区       | 政党       | 得票数     | 得票率 | 定数 | 得票順位 /候補者数 | 政党内比例順位 /政党当選者数 |
| ---- | ------------------------ | -------------- | ---- | ------------ | ---------- | ---------- | ------ | ---- | ------------------ | ---------------------------- |
| 当   | 第19回参議院議員通常選挙 | 2001年07月29日 | 47   | 岩手県選挙区 | 自由党     | 30万5008票 | 41.89% | 1    | 1/5                | /                            |
| 当   | 第21回参議院議員通常選挙 | 2007年07月29日 | 53   | 岩手県選挙区 | 民主党     | 43万7814票 | 62.60% | 1    | 1/4                | /                            |
| 当   | 第23回参議院議員通常選挙 | 2013年07月21日 | 59   | 岩手県選挙区 | 無所属     | 24万3368票 | 39.71% | 1    | 1/6                | /                            |
| 落   | 第25回参議院議員通常選挙 | 2019年07月21日 | 65   | 岩手県選挙区 | 自由民主党 | 27万2733票 | 46.33% | 1    | 2/3                | /                            |
| 落   | 第27回参議院議員通常選挙 | 2025年07月20日 | 71   | 岩手県選挙区 | 自由民主党 | 17万8958票 | 31.05% | 1    | 2/4                | /                            |